# Svarttjärnen (Svärdsjö socken, Dalarna, 674129-152998)
Svarttjärnen är en sjö i Falu kommun i Dalarna och ingår i Gavleåns huvudavrinningsområde.